# Le Guerrier (film)
Pour les articles homonymes, voir Guerrier (homonymie).
Pour plus de détails, voir Fiche technique et Distribution.
Le Guerrier est un court métrage burkinabè d'Idrissa Ouedraogo, réalisé dans le cadre des Scénarios du sahel en 1997, d'après une idée originale d'Ami Badiane, un écolier sénégalais de 14 ans.

## Synopsis
Dans un village, un guerrier s'apprête à partir au combat ; son adversaire : le SIDA. Il a entendu dire que le SIDA menace son pays et, tel un Don Quichotte, décide de partir en ville afin de le trouver et le vaincre. Mais l'ennemi, qu'il croit de chair, reste invisible. C'est finalement une prostituée qui va lui expliquer ce qu'est le SIDA et comment s'en protéger.

## Fiche technique
- Réalisation : Idrissa Ouedraogo
- Scénario : Olivier Lorelle, d'après une idée originale d'Ami Badiane
- Photographie : Luc Drion
- Montage : Cécile Lecante
- Production : Sophie Salbot
- Société de production : The Global Dialogues Trust
- Format : couleur - 1.66:1
- Pays d'origine : Burkina Faso
- Langue : mooré
- Durée : 2 minutes 39
- Date de sortie : 1997